# Giulia Pincerato
Giulia Pincerato (née le 16 mars 1987 à  Dolo, dans la province de Venise, en Vénétie) est une joueuse italienne de volley-ball. Elle mesure 1,82 m et joue au poste de passeuse. Elle totalise 1 sélections en équipe d'Italie.

## Clubs
| Club                      | Pays   | De        | À         |
| ------------------------- | ------ | --------- | --------- |
| Legnaro                   | Italie | 1999-2000 | 1999-2000 |
| Volley Club Padova        | Italie | 2000-2001 | 2001-2002 |
| Club Italia               | Italie | 2002-2003 | 2002-2003 |
| Volley Club Padova        | Italie | 2003-2004 | 2004-2005 |
| Esperia Cremona Pallavolo | Italie | 2005-2006 | 2005-2006 |
| Sassuolo Volley           | Italie | 2006-2007 | 2007-2008 |
| Sirio Perugia             | Italie | 2008-2009 | 2009-2010 |
| Parma Volley              | Italie | 2010-2011 | 2010-2011 |
| Villa Cortese             | Italie | 2011-2012 | 2011-2012 |
| Cuatto Volley Giaveno     | Italie | 2012-2013 | 2012-2013 |
| Volley 2002 Forlì         | Italie | 2013-2014 | …         |

## Palmarès
- Championnat d'Europe des moins de 20 ans
  - Vainqueur : 2004.